# Cercle Athlétique Bastiais
El Círculo atlético de Bastiais, conocido como CA Bastia, fue un equipo de fútbol de Francia que alguna vez jugó en la Ligue 2, la segunda división de fútbol en el país.

## Historia
Fue fundado en el año 1920 en la ciudad de Bastia, en la isla de Córcega y es un equipo que ha pasado la gran parte de su existencia en las ligas aficionadas del país, siendo la temporada 2013/14 la primera en la que jugarán en la Ligue 2.
Luego de descender del Championnat National en la temporada 2016/17 se fusiona con el FC Borgo para crear al FC Bastia-Borgo, por lo que oficialmente desaparece.

## Palmarés
- CFA: 1

2012
- CFA 2: 1

2006
- División de Honor de Córcega: 11

1923, 1924, 1925, 1926, 1933, 1972, 1975, 1977, 1989, 1998, 2001
- Copa de Córcega: 8

1952, 1973, 1976, 1990, 1999, 2003, 2008, 2009
- Trofeo de Campeones de Córcega: 1

2009

## Rivalidades
Sus máximos rivales son los otros clubes de Córcega: SC Bastia, ÉF Bastia, AC Ajaccio y GFCO Ajaccio.